# Sébastien Vaillant
Sébastien Vaillant, född 26 maj 1669 i Vigny, Val d'Oise, död 20 maj 1722 i Paris, var en fransk botaniker och mykolog.

## Biografi
Vid sex års ålder började Vaillant följa med en präst vid namn Subtil på botaniska exkursioner. När han var elva inskrevs han i benediktinernas klosterskola. Sedan studerade han medicin vid sjukhuset i Pontoise och begav sig därefter till Paris för att praktisera som kirurg. I Paris studerade han botanik vid Jardin des Plantes under Joseph Pitton de Tournefort från 1691. År 1702 blev han anställd vid trädgården. Tack vare Guy-Crescent Fagon blev han 1708 professor och underdemonstratör där.  
Vaillant blev invald i franska Vetenskapsakademien 1716. Året därpå gav han ut Discours sur la structure des fleurs, leurs différences et l'usage de leurs parties. Han insjuknade och hade inte råd att publicera Botanicon Parisiense (eller Dénombrement par ordre alphabétique des plantes qui se développent aux environs de Paris) som illustreradats av Claude Aubriet med 300 bilder. Det var Herman Boerhaave som gjorde detta 1727. 
Verket är betydelsefullt för botanikens historia, då det är ett av de första vetenskapliga verken inom floristiken, och det är här som begreppen ståndare (d'étamine), fruktämne (d'ovaire) och fröämne (d'ovule) lanserades i disciplinen. Han gjorde även jämförelser med växters och djurs reproduktion i vetenskapens första ansats att beskriva pollinering. Carl von Linné uppkallade ett släkte i familjen Rubiaceae efter honom, Vaillantia. När Linné skapade sin berömda systematik var han starkt påverkad av Vaillants arbete.
Vaillants herbarium finns på Frankrikes Naturhistoriska museum. Auktorsnamnet Vaill. kan användas för Sébastien Vaillant i samband med ett vetenskapligt namn inom botaniken; se Wikipediaartiklar som länkar till auktorsnamnet.

### Webbkällor
- svt.se : Tillkomsten av Linnés sexualsystem hämtat från the Wayback Machine (arkiverat 30 september 2007).
- Vaillant, Sébastien i Nordisk familjebok (andra upplagan, 1921)